# Icelinus japonicus
Icelinus japonicus is een straalvinnige vissensoort uit de familie van donderpadden (Cottidae). De wetenschappelijke naam van de soort is voor het eerst geldig gepubliceerd in 1980 door Yabe, Tsumura & Katayama.